# 玲瓏
玲瓏は、1985年に塚本邦雄主宰で結成された短歌結社。「玲瓏の会」と記されることもある。

## 歴史
設立者は邦雄の秘書兼マネージャでもあった政田岑生。1985年に結成式が実施され、結社誌「玲瓏」の創刊準備号（第零號）も同年に発刊されている。発行人は同様に政田であった。毎年「全国大会」が開催され、玲瓏誌も塚本の撰を受け、順調に発刊されている。1990年には「玲瓏賞」が設定され、会員の励みとなって今日に至っている。初期からの会員には島内景二、塘健らがいる。
1994年、政田の死去にといもない、発行人は塚本青史となり、山城一成が編集長に就任。2005年に主宰の塚本邦雄は亡くなったが、永久主宰となっている。
「全国大会」は現在も行われ、毎年ゲストを招いてシンポジウムなどが活発に行われている。それに付随した「玲瓏賞」も続けられている。
その他の役員は、阪森郁代、林和清、江畑實、尾崎まゆみ、魚村晋太郎、松田一美、築林歌子、小林幹也、大塚ミユキ、山科真白らがいる。